# 相頓寺 (上尾市)

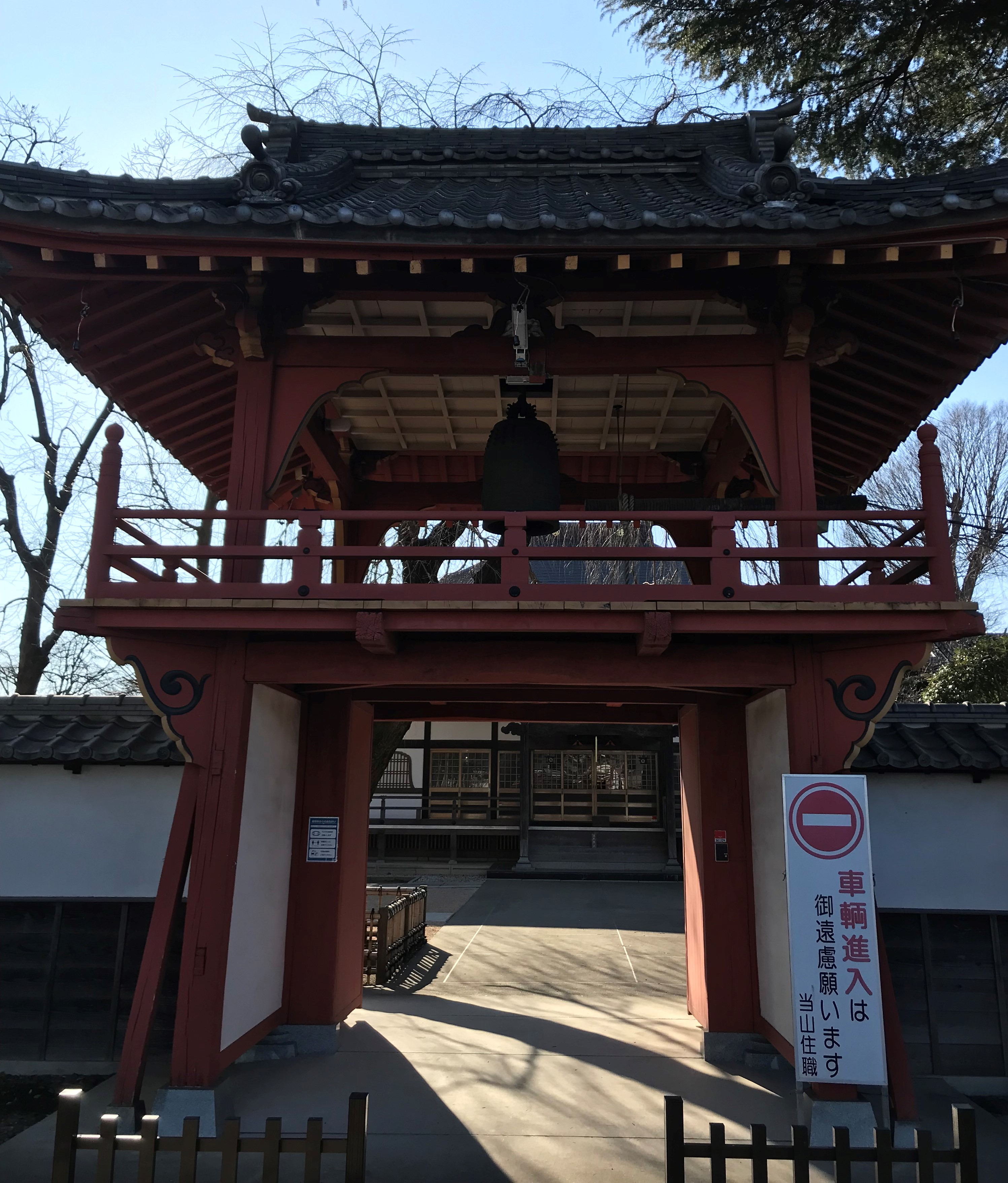

相頓寺（そうとんじ）は、埼玉県上尾市にある浄土宗の寺院。

## 歴史
1382年（永徳2年）、円蓮社聖満良順によって開山された。聖満良順は鎌倉光明寺第4世住職であり、退任後に当寺を創建した。
その後天正年間（1573年 - 1592年）に円蓮社総誉が中興した。総誉は後北条氏の出身といわれており、勝願寺を中興したり、浄国寺を創建したりしている。
当寺には「六字名号板石塔婆」と呼ばれる板碑がある。そこには「永徳二年」の銘が刻まれており、開山年と一致する珍しいものである。
墓地には、竹橋事件の首謀者長島竹四郎の墓がある。

## 文化財
- 相頓寺三仏（上尾市指定文化財 昭和35年1月1日指定）[5]
- 木造阿弥陀如来立像（上尾市指定文化財 昭和41年3月31日指定）[5]
- 相頓寺六字名号板石塔婆（上尾市指定文化財 昭和55年3月31日指定）[5]
- 相頓寺絵馬群（上尾市指定文化財 昭和61年3月31日指定）[5]
- 相頓寺徳本行者六字名号供養塔（上尾市指定文化財 平成24年3月22日指定）[5]

## 交通アクセス
- 原市駅より徒歩5分。